# Isabelle Wéry
Isabelle Wéry, född i Liège, Belgien, är en belgisk författare, regissör och skådespelare. Hon var en av mottagarna till Europeiska unionens litteraturpris 2013 för Marilyn Désossée som gavs ut av Éditions Maelström 2013.